# Елизавета Куманская
Елизавета (Эржбета) Куманская — половецкая княжна, супруга короля Венгрии Иштвана (Стефана) V. В 1272—1277 гг. она была регентшей Венгрии, пока её сын Ласло IV Кун не достиг совершеннолетия.

## Биография

### Дочь хана Котяна
Имя, данное ей при рождении, неизвестно. Она появилась на свет примерно в 1239/1240 гг. — и, по убеждению большинства историков, была дочерью половецкого хана Котяна, который участвовал в войне с монголами. Куманы — это одно из названий западных племён половецко-кипчакской конфедерации, принятое в Византии и в большей части Европы. Конфедерации тюркоязычных народов, говоривших на половецком/кипчакском языке. В то время куманы (куны, кипчаки, половцы), считавшие себя христианами, одновременно придерживались шаманизма, и современные им христиане Западной Европы называли их «язычниками».
В 1238 году хан Котян Тертер, возглавлявший свой клан Куман и несколько других кланов, вступил в пределы Королевства Венгров, спасаясь от наступающих орд Империи монголов. Король Венгрии Бела IV заключил союз с ханом Котяном и его половцами, предоставив им убежище в Венгрии в обмен на обещание обратиться в католицизм и отныне сохранять верность венгерскому трону.
Соглашение было закреплено помолвкой куманской княжны (будущей Елизаветы) и венгерского принца Иштвана (Стефана), старшего сына Белы IV. По-видимому, соглашение и помолвка произошли тогда, когда Иштван был ещё младенцем. А Елизавета вряд ли была существенно старше своего будущего мужа. В 1241 году началось монгольское нашествие на Европу, под руководством хана Батыя и полководца Субэдэя. Вслед за Великой Венгрией на Урале, — Дунайская Венгрия была одной из важнейших целей монголов.
Венгерская аристократия, памятуя прежнюю переменчивость хана Котяна, отнеслась к половцам с большим недоверием. Буквально накануне Монгольского вторжения в Венгрию, дворяне-заговорщики убили Котяна и его сыновей в Пеште (подозревая, едва ли основательно, что Котян может переметнуться к Батыю). После смерти любимого правителя большая часть половцев (куманов) отреклась от христианства и ушла в подданство к болгарскому царю Коломану I. Однако, часть половцев — включая и Елизавету Куманскую — осталась в Венгрии.
11 апреля 1241 году Бела IV и венгерские войска потерпели сокрушительное поражение в битве в долине Мохи. Король бежал в герцогство Австрийское. Батый и Субэдэй пытались установить новые монгольские порядки в Венгрии до тех пор, пока в конце 1242 года их не достигло известие о том, что великий Угэдэй-хан, каган Монгольской империи, скончался в прошлом, 1241 году. А его вдова Туракина-хатун сделалась регентшей: до тех пор, покуда новый великий каган не будет избран на Курултае. В связи с чем, Батый счёл необходимым поспешить в Каракорум на Курултай всех монголов. Он призвал к прекращению нашествия, монгольские войска были выведены из большинства стран Европы и, таким образом, покинули Венгрию. Адриатика стала для монголов «последним морем».

### Принцесса Венгрии
Суровым и тревожным было детство рано осиротевшей куманской княжны. По всей видимости, король Бела взял её с собой в Австрию, где венгерские и куманские изгнанники вскоре почувствовали себя не слишком комфортно… После внезапного ухода монголов, Бела IV вернулся в Венгрию. Утвердившись к югу от разорённой Буды, Бела незамедлительно начал восстанавливать свою страну, включая массовое строительство системы замков — в качестве защиты от угрозы повторного вторжения монголов.
Котян был мёртв, но помолвка порфирородных детей сохранила свою силу. В процессе подготовки к браку княжна была обращена в католицизм и получила имя Елизавета. В историю она вошла как Елизавета Куманская. Брак Иштвана и Елизаветы был заключён в 1253 году. Жениху было тогда двенадцать лет, а невеста была близка ему по возрасту. В 1262 году у них родился сын Ласло.
В том же 1262 году, Иштван убедил своего отца дать ему двадцать девять округов в качестве награды за помощь в войне против Отакара II Чешского. Он был коронован младшим соправителем и на практике правил своим регионом как отдельным царством, создав свою собственную казну и проводя внешнюю политику прямо противоположную той, что вёл его отец. Более того: «младший король» пытался отнять власть у Белы — и в эту междоусобную войну оказалась вовлечена вся венгерская знать. В 1264 году Бела IV захватил Ласло и Елизавету в замке Шарошпатак и фактически взял их в заложники. Войну это не остановило — и в марте 1265 г. «младший король», поддержанный феодальным кланом Чаков, разбил войско Белы IV, возглавляемое князем Белой из Мачвы. Эта победа подтвердила разделение страны, законодательно оформленное в ходе переговоров на Заячьем острове, носящем также имя принцессы Маргит, дочери Белы IV. Король Бела вернул своему сыну его жену и наследника. В 1270 году Иштван V женил своего 8-летнего сына на Изабелле Анжуйской (в Венгрии — Эржебет /Елизавета), дочери Карла I Сицилийского.

### Королева-супруга короля
Бела IV умер 3 мая 1270 года. Иштван сменил отца на посту старшего короля. Среди его успехов было завершение войны против чешского короля Отакара II. В соответствии с миром, заключенным в Пожони (Пресбурге, Братиславе) 2 июля 1271 г., Иштван отказался от своих претензий на часть современных Австрии и Словении, — в то время, как Отакар отказался от своих претензий на территории Венгрии, завоеванные им на короткое время в течение войны.
Елизавета Куманская не отличалась супружеской верностью, что возымело роковые последствия для Иштвана V. 24 июня 1272 Иоахим Гуткелед, славонский бан швабского происхождения, похитил наследного принца Ласло и увёз его в за́мок Капронцу (Копривницу). Иштван V осадил за́мок, но 6 августа 1272 г. умер, заболев, как говорят, от нервного потрясения, вызванного предательством Гуткеледа и подозрениями относительно причастности Елизаветы к похищению сына.

### Королева-регентша
После снятия осады Капронцы, бан Иоахим незамедлительно выехал в Секешфехервар вместе с принцем Ласло. Туда же направилась и королева Елизавета Куманская (Эржебет Кун) — что даёт веские основания подозревать её в сговоре с Иоахимом Гуткеледом. Целью заговорщиков была скорейшая коронация 10-летнего Ласло, с прицелом на регентство Елизаветы… Партия сторонников покойного Белы IV попыталась сорвать коронацию, выставив своего претендента на престол — 20-летнего князя Белу из Мачвы, Рюриковича по происхождению (отец князя Белы Ростислав из Мачвы был зятем короля Белы IV и сыном князя Михаила Всеволодовича Киевского, вынужденного бежать из Руси от монголов). Сторонники князя Белы атаковали резиденцию вдовствующей королевы, но были отбиты отрядом магната Миклоша Пока. Коронация Ласло IV состоялась 3 сентября 1272 г. Однако, междоусобную войну венгерских магнатов это не остановило. Недолгий мир был прерван уже во время торжеств, посвящённых коронации, когда вернувшийся из изгнания князь Хенрик I Кёсеги (Неметуйвари), прозванный Великим (Nagy), обвинил в предательстве Белу из Мачвы и изрубил его мечом так, что сестре убитого, монахине Маргит, пришлось собирать его останки по кускам (ноябрь 1272 г.).
В дальнейшем борьба с переменным успехом шла между двумя феодальными партиями, одну из которых возглавили семейства Кёсеги и Гуткелед, а другую — семья Чаков. Только в 1274 году вдовствующей королеве удалось избавиться от тяжкой опеки своего бывшего союзника и опостылевшего любовника Иоахима Гуткеледа. В ответ Иоахим снова захватил в плен малолетнего короля Ласло, но его вскоре же освободил старый враг Гуткеледов и Кёсеги — решительный и честолюбивый Петер I Чак. Теперь расстановка сил в Венгрии изменилась: Чаки сражались вместе с куманами против Гуткеледов и Кёсеги… В том же 1274 году славонским баном вместо Мате II Чака стал Хенрик Гисинговац (Кёсеги). Вскоре Петер Чак нанёс поражение объединённой армии Гуткеледов и Гисинговцев. Уцелевшие Гисинговцы сочли за лучшее помириться с королевой. И даже Иоахим Гуткелед сумел вымолить у Елизаветы амнистию…

### Самостоятельное правление Ласло Куна
Регентство Елизаветы продолжалось вплоть до 1277 года, в обстановке почти непрерывной гражданской войны. В апреле 1277 г. окончил свою бурную жизнь Иоахим Гуткелед. Он был убит в бою с хорватскими магнатами Бабоничами, восставшими против Елизаветы и захватившими владения Гуткеледа в Славонии. После чего в войну с Бабоничами за наследство Гуткеледа ввязались князья Кёсеги. Этой распрей воспользовалась Елизавета Куманская. Она созвала на Ракошском поле, что под Будой, национальное собрание (országgyűlés), которое объявило Ласло IV совершеннолетним, невзирая на его 15-летний возраст. Собрание, в котором участвовали представители всех социальных слоёв и областей Венгрии, единодушно благословило молодого короля на восстановление «общего блага» и прекращение междоусобиц.
В 1278 году умер Андраш, младший сын Елизаветы, унаследовавшей принадлежавшее ему княжество Усора в Боснии.
Воспитание, полученное королём Ласло IV, стало причиной ряда проблем в период его правления. Ласло предпочитал венграм общество «полуязычников»-половцев. Он носил половецкую одежду в качестве придворного наряда, окружил себя половецкими наложницами, чем настроил против себя венгерское дворянство. Трагедия же молодого короля заключалась в том, что попытавшись вернуть лояльность венгров, он спровоцировал отчуждение части половцев. 10 июля 1290 года Ласло был убит заговорщиками-половцами в его собственном шатре, когда он встал лагерем на востоке Альфёльда, в комитате Бихар.
К тому времени (или же вскоре после убийства Ласло Куна), Елизавета, видимо, также ушла из жизни: о ней нет упоминаний во время правления преемника её сына Андраша III. Существует предание, что она умерла в том же 1290 году.

## Дети
Елизавета и её муж Иштван V, король Венгрии, были родителями шести известных детей:
- Елизавета Венгерская (ок. 1255—1313) в первом браке с Завишем из Фалькенштейна, во втором с Стефаном Урошем II Милутином королём Сербии[6].
- Каталина (Екатерина) Венгерская (ок. 1256 — после 1314) супруга Стефана Драгутина, другого короля Сербии.
- Мария Венгерская (ок. 1257 — 25 марта 1323) супруга Карла II короля Неаполя.
- Анна Венгерская (ок. 1260—1281). супруга Андроника II Палеолога.
- Ласло IV король Венгрии (август 1262 — 10 июля 1290) .
- Андраш, герцог (бан) Славонии (1268—1278).